# Jerzy Katlewicz
Jerzy Katlewicz (* 2. April 1927 in Bochnia; † 16. November 2015 in Krakau) war ein polnischer Dirigent und Musikpädagoge.

## Leben
Katlewicz studierte an der Musikakademie Krakau Klavier sowie Komposition und Dirigieren bei Artur Malawski.
Von 1949 bis 1952 war er musikalischer Leiter des Groteska-Theaters in Krakau. Von 1952 bis 1957 war er musikalischer Leiter und Dirigent der Philharmonie Krakau, 1958–1961 künstlerischer Leiter der Philharmonie Posen, 1961–1968 Direktor der Philharmonie Danzig. Von 1968 bis 1981 war er Direktor der Krakauer Philharmonie, dann Direktor des Nationalen Rundfunkorchesters in Krakau. Von 1979 bis 1982 war er künstlerischer Leiter des Noordhollands Philharmonisch Orkest, Haarlem, Holland.
Als Gastdirigent leitete er Orchester in allen europäischen Ländern sowie in Japan, der Mongolei, China, Australien, Neuseeland und Mittelamerika (Kuba, Mexiko) und im Nahen Osten (Libanon und Irak).
Katlewicz übernahm 1972 eine Dirigentenklasse an der Musikakademie Krakau. 1983 erhielt er den Titel eines Professors.

## Diskografie
- 1976 Canticum Canticorum Salomonis / Strophes / Cantata (LP); Polskie Nagrania Muza
- 1980 III Symfonia Pieśni Żałosnych Na Sopran I Orkiestrę Op. 36 (Symphony No. 3, The Symphony Of Sorrowful Songs For Soprano And Orchestra Op. 36), 3 versions; Polskie Nagrania Muza
  1. 1980 III Symfonia Pieśni Żałosnych Na Sopran I Orkiestrę Op. 36 (Symphony No. 3, The Symphony Of Sorrowful Songs For Soprano And Orchestra Op. 36), LP, Album; Polskie Nagrania Muza
  2. 1993 III Symfonia – Symfonia Pieśni Żałosnych Na Sopran I Orkiestrę Op. 36 (Cass, Album, RE); Polskie Nagrania Muza
  3. 1993 Symphony No. 3 / Symfonia Pieśni Żałosnych Na Sopran I Orkiestrę Op. 36 (CD, Album, RE); Polskie Nagrania Muza
- 1986 Mazurian Chronicles II / Musica Humana (LP); Polskie Nagrania Muza
- Symphony No. 3, Three Pieces In The Olden Style – Amen For Choir (CD, Album)